# Dictionnaire d'Horticulture
Dictionnaire d'Horticulture (abreviado Dict. Hort.) es un libro ilustrado con descripciones botánicas que fue escrito por el botánico, horticultor y agrónomo francés Désiré Georges Jean Marie Bois. Fue publicado en París en 2 volúmenes con 40 fascículos en los años 1893-1899, con el nombre de Dictionnaire d'Horticulture: illustré de 959 figures dans le texte, dont 403 en couleurs et de 6 plans colories hors texte par D. Bois.